# Mesoleptus intermedius
Mesoleptus intermedius là một loài tò vò trong họ Ichneumonidae.